# Tabel cronologic al agențiilor poliției secrete sovietice
Uniunea Sovietică a avut de–a lungul existenței sale un număr mare de agenții ale serviciului secret. Astfel, prima agenție creată de Lenin după victoria revoluției bolșevice a fost CEKA (ЧК), înființată pe 20 decembrie 1917. Ofițerii acestei organizații polițienești erau denumiți cekiști, un nume care mai este folosit și azi în mod neoficial pentru lucrătorii Serviciului Federal de Securitate al Rusiei succesorul KGB–ului sovietic. 
Pentru cele mai multe agenții ale poliției secrete, operațiunile secrete erau doar o parte a activităților lor. 

## Tabel cronologic
- CEKA (sau VECEKA – Comisia extraordinară pe întreaga Rusie pentru combaterea contrarevoluției și sabotajului) 
  - Felix Dzerinski, 1917 – 1918
  - Iakov Peters, 1918
  - Felix Dzerinski, 1918 – 1922

6 februarie 1922: Ceka a fost transformată în GPU, o secțiune a NKDV–ului al RSFS Rusă.
- NKVD – „Comisariatul Poporului pentru Afaceri Interne"
  - GPU – Administrația Politică de Stat
    - Felix Dzerinski, 1922 –  1923

15 noiembrie 1923: GPU a fost reorganizat în OGPU de pe lângă Sovietul Comisarilor Poporului al URSS.
- OGPU – „Administrația Politică de Stat din Întreaga Uniune" 
  - Felix Dzerinski, 1923 – iulie 1926
  - Viaceslav Menjinski, iulie 1926 – mai 1934

10 iulie 1934: OGPU s-a transformat în GUGB al NKVD al URSS. NKVD al RSFS Rusă a încetat să existe. 
- NKVD + GUGB – „Administrația Principală pentru Securitatea Statului" (atât GUGB cât și NKVD erau conduse de aceeași persoană.)
  - Ghenrih Iagoda, 1934 – 1936
  - Nicolai Ejov, 1936 – 1938
  - Lavrenti Pavlovici Beria, 1938 – 1945

1941 – 1943: GUGB și NKVD au trecut prin mai multe procese de separare și reunificare. 
- NKGB – „Comisariatul Poporului pentru Securitatea Statului"
  - Vsevolod Nicolaevici Merkulov, 3 februarie 1941 – 20 iulie 1941 (NKGB încorporat în NKVD)
  - Vsevolod Nicolaevici Merkulov, 14 aprilie 1943 – 1946 (NKGB reseparat de NKVD)

18 martie 1946: Toate Comisariatele Poporului au fost redenumite, devenind „Ministere".
- MGB – „Ministerul Securității Statului"
  - Victor Semionovici Abakumov, 1946 – 1951
  - Semion Denisovici Ignatiev, 1951 – 1953

- KI – „Comitetul pentru Informații"
  - Peter Fedotov MGB
  - Fedor Kuznețov GRU
  - Iakov Malik Ministerul de Externe

30 mai 1947: Decizia oficială care avea ca scop „îmbunătățirea coordonării diferitelor servicii de informații și concentrarea eforturilor lor pe direcțiile prioritare”. În vara anului 1948, personalul militar din KI a fost reîncorporat în GRU pentru reconstituirea serviciilor de informații externe militare. Secțiile KI care se ocupau de noile „democrații populare” din Europa Răsăriteană și de emigrația rusă au fost preluate de MGB. În 1951, întreg serviciul KI s-a reîntors la MGB. 
5 martie 1953: MVD și MGB sunt unite în noul MVD condus de Lavrenti Beria.
- MVD – „Ministerul Afacerilor Externe"
  - Serghei Nikiforovici Kruglov, martie 1953 – martie 1954

13 martie 1954: Apare KGB-ul independent, după ce Beria a fost îndepărtat de la conducerea MDV, care și-a pierdut funcțiile de poliție secretă. KGB-ul a rămas o organizație stabilă până în 1991. 
- KGB – Comitetul Securității Statului
  - Ivan Serov, 13 martie 1954 – 8 decembrie 1958
  - Alexandr Șelepin, 25 decembrie 1958 – 13 noiembrie 1961
  - Vladimir Efimovich Semiciastnîi, 13 noiembrie 1961 – 18 mai 1967
  - Iuri Andropov, 18 mai 1967 – 26 mai 1982
  - Vitali Fedorciuk, 26 mai 1982 – 17 decembrie 1982
  - Victor Cebrikov, 17 decembrie 1982 –  1 octombrie 1988
  - Vladimir Kriucikov, 1 octombrie 1988 – 22 august 1991
  - Vadim Bakatin, 23 august 1991 – 22 octombrie 1991

După ce Comitetul de Stat pentru Situații de Urgență a eșuat în tentativa de răsturnare de la putere a lui Gorbaciov și după ce puterea a fost preluată de Boris Elțîn, i s-a dat ordin generalului  Vadim Bakatin să dizolve KGB-ul.  
În Federația Rusă, sarcinile pe care le-a avut KGB-ul sovietic sunt îndeplinite de FSB – Serviciul de securitate al Federației Ruse  și SVR – Serviciul de informații externe. GRU, contrasiponajul militar, continuă să funcționeze cu denumirea din vremurile sovietice.

### Serviciile secrete ale Imperiului Rus
- Ohranka – poliția secretă a Imperiului Rus;
- Corpurile Speciale ale Jandarmeriei;
- Secția a III-a a Cancelariei Personale a Maiestății Sale Imperiale.

### Serviciile secrete sovietice și ruse
- GRU.

### Serviciile secrete ale Federației Ruse
- FSB – Succesorul KGB;
- SVR – fostul Directorat I al KGB, azi o agenție independentă;
- FSO – Serviciul Federal de Protecție – fosta Direcție a 9-a KGB, azi o agenție independentă;
- Serviciul Securitate Prezidențială – a făcut parte din KGB, azi o agenție independentă;
- FAPSI –  Comunicațiile de stat, fostele directorate al VIII-lea și al XVI-lea al KGB, azi o agenție independentă.